# Война (река)
Вижте пояснителната страница за други значения на Война.
Во̀йна (или Лудня) е река в Североизточна България, област Разград – общини Самуил и Исперих, ляв приток на река Царацар от басейна на Дунав. Дължината ѝ е 35 km.
Река Во̀йна води началото си под името Лудня от извор-чешма (на 412 m н.в.), разположена в източната част на село Самуил, област Разград, в северната част на Самуиловските височини. Тече в дълбока (до 20 – 30 m) каньоновидна долина, всечена в аптски варовици в северна посока през Лудогорието. Влива се отляво в река Царацар (от басейна на Дунав), на 196 m н.в., при село Малък Поровец, община Исперих.
Площта на водосборния басейн на реката е 111,8 km2, което представлява 10,5% от водосборния басейн на река Царацар.
Во̀йна е с основно дъждовно-снежно подхранване, но е с малък дебит и непостоянен режим.
В горното и долно течение на реката водите ѝ се използват за напояване, като по самата река и по няколко от нейните притоци са изградени микроязовири – „Рачо Ковача“ („Хърсово“), „Малък Поровец-1“ и др.
В долното си течение реката протича през източната част на ловно стопанство „Воден“.

## Топографска карта
- Лист от карта K-35-18. Мащаб: 1 : 100 000.
- Лист от карта K-35-6. Мащаб: 1 : 100 000.